# Эксириасы
Эксириасы (лат. Exyrias) — род лучепёрых рыб из семейства бычковых (Gobiidae). Широко распространены в Индо-Тихоокеанской области. Морские прибрежные рыбы. Один пресноводный вид (E. volcanus) известен на Филиппинах. Максимальная длина тела варьируется у разных видов от 10 до 16 см.

## Классификация
В составе рода выделяют 5 видов:
- Exyrias akihito Allen & Randall, 2005[3]
- Exyrias belissimus (Smith, 1959)
- Exyrias ferrarisi Murdy, 1985
- Exyrias puntang (Bleeker, 1851) — Желтобрюхий эксириас[1]
- Exyrias volcanus (Herre, 1927)